# Communauté de communes du canton de Bergues
La communauté de communes du canton de Bergues  est une ancienne communauté de communes française, située dans le département du Nord et la région Nord-Pas-de-Calais, arrondissement de Dunkerque.

## Historique
La Communauté de Communes du Canton de Bergues (CCCB) est née le 15 décembre 1992, elle a été la première créée dans le Nord. Le 1er janvier 2014, elle disparait au profit de la Communauté de communes des Hauts de Flandre.

## Composition
- La communauté du canton de Bergues  regroupait 12 communes.

| Code Insee | Commune     | Maire                                             | Population | Superficie | Densité        | Délégués |
| ---------- | ----------- | ------------------------------------------------- | ---------- | ---------- | -------------- | -------- |
| 59067      | Bergues     | Sylvie Brachet                                    | 3874 hab.  | 132 ha     | 2 935 hab./km2 | nc       |
| 59082      | Bierne      | Johann Guillemain (vice-président de la CCCB)     | 1615 hab.  | 1104 ha    | 146 hab./km2   | nc       |
| 59083      | Bissezeele  | Alain Taccoen (vice-président de la CCCB)         | 202 hab.   | 357 ha     | 57 hab./km2    | nc       |
| 59162      | Crochte     | Marcel Eeckeman                                   | 718 hab.   | 783 ha     | 92 hab./km2    | nc       |
| 59200      | Eringhem    | Paul Janssen (vice-président de la CCCB)          | 461 hab.   | 1153 ha    | 40 hab./km2    | nc       |
| 59319      | Hoymille    | Sylvie Desmarescaux                               | 3 162 hab. | 553 ha     | 572 hab./km2   | nc       |
| 59463      | Pitgam      | Brigitte Decriem                                  | 926 hab.   | 2337 ha    | 40 hab./km2    | nc       |
| 59478      | Quaëdypre   | André Reumaux                                     | 1 150 hab. | 1870 ha    | 61 hab./km2    | nc       |
| 59570      | Socx        | Christian Ley                                     | 971 hab.   | 800 ha     | 121 hab./km2   | nc       |
| 59579      | Steene      | Jean-Marie Rommelaere (vice-président de la CCCB) | 1 269 hab. | 1028 ha    | 123 hab./km2   | nc       |
| 59657      | West-Cappel | André Figoureux                                   | 595 hab.   | 757 ha     | 79 hab./km2    | nc       |
| 59665      | Wylder      | Catherine Clicteur                                | 319 hab.   | 255 ha     | 125 hab./km2   | nc       |
| Totaux     | 12 communes | 12 communes                                       | 15 262 hab | 111,29 km2 | 137 hab km−2   | 53       |

Autres vice-présidents de la CCCB :
- Georges Lemaitre, adjoint au maire de Socx
- Patrick Lescornez, adjoint au maire de Hoymille
- Daniel Thamiry, adjoint au maire de Hoymille

## Compétences
- Rurale
- Sociale (Repas aux aînés, Départ en colonies pour les adolescents, halte-garderie….)[1]
- Voirie (890 000 m2 de routes entretenus par la CCCB)
- Environnementale
- Touristique
- Culturelle

## Régime fiscal
Taxe Professionnelle Unique  
- Eligible à la D.G.F. bonifiée

## Présidents
| Période | Période  | Identité              | Étiquette     | Qualité                                                                                   |
| ------- | -------- | --------------------- | ------------- | ----------------------------------------------------------------------------------------- |
| 1992    | 1995     | Jacques Vandenbavière | Divers droite | Maire de Hoymille de 1955 à 2001.                                                         |
| 1995    | 2001     | Christian Jarolewski  | RPR           | Maire de Bergues de 1995 à 2001.                                                          |
| 2001    | En cours | André Figoureux       | UMP           | Maire de West-Cappel depuis 1977, Conseiller général du Canton de Bergues de 2011 à 2015. |